# Васильковский, Сергей Владимирович
Сергей Владимирович Василько́вский (1892, Ржев — 1960, Ленинград) — советский архитектор. Лауреат Сталинской премии второй степени (1946).

## Биография
С. В. Васильковский родился в 16 (28) февраля 1892 года во Ржеве в семье инженера-технолога. В начале 1900-х семья переехала в Петербург. Рано потерял родителей. С 15 лет работал статистиком в страховом обществе «Саламандра» и давал уроки. 
Окончив реальное училище в 1909 году, поступил в Институт гражданских инженеров на архитектурный факультет. Ещё будучи студентом, работал помощником у архитектора М. М. Лялевича, участвовал в проектировании Сытного рынка на Петроградской стороне, дома меховой фирмы «Мертенс» на Невском проспекте и ряда жилых домов.  Окончил курс перед самой войной, и не сдав экзамены и не защитив диплом, ушёл на фронт добровольцем. Во время войны в чине прапорщика командовал сапёрной ротой.
Вернувшись в Петроград в 1917 году, женился на Клавдии Ивановне Савиновой (1893–1966), учительнице русского языка и литературы. Восстановившись в институте, перевёлся на факультет дорог и мостов.
Преподавал мостостроение в ленинградских вузах. Зав. кафедрой строительных дисциплин в АХ СССР. Профессор. Член-корреспондент Академии архитектуры и строительства СССР. Занимался проектированием и строительством мостов. Выполнил большое число проектов гражданских зданий в Ленинграде.
В течение 1944—1945 годов по проекту С. В. Васильковского и А. В. Арефьева вблизи Гурьева был построен городок нефтяников с жилой площадью 25 000 м² и всеми необходимыми общественными, коммунальными и бытовыми сооружениями. В 1946 году авторам проекта была вручена Сталинская премия 2 степени.
В 1950—1959 по совместному проекту с Алексеевой М. Е. создан фасад завода Ленпродмаш.
С. В. Васильковский умер в 1960 году. Похоронен в Санкт-Петербурге на Серафимовском кладбище (16 участок).

## Семья
Жена — Клавдия Ивановна (урожденная Савинова; 1893—1966), педагог, преподаватель русского языка и литературы; ученица Ю. Н. Тынянова.
Сын — архитектор В. С. Васильковский.

## Награды и премии
- Сталинская премия второй степени (1946) — за проектирование и создание жилых домов при заводе в Гурьеве Казахской ССР
- В 1982 году в Казахстане жилгородок нефтяников был признан памятником архитектуры и истории республиканского значения[3][4].
- медали